# Европско првенство у атлетици на отвореном 1946 — бацање диска за жене
Такмичење у бацању диска у женској конкуренцији на 3. Европском првенству у атлетици 1946. одржано је 23. августа на стадиону Бислет у Ослу.
Титулу освојену у Пааризу 1938, није бранила Гизела Мауермајер из Немачке.

## Земље учеснице
Учествовало је 9 такмичарки из 6 земаља. 
1. Италија  (1)
2. Пољска (3)
3. Совјетски савез (2)
4. Уједињено Краљевство  (1)
5. Холандија (1)
6. Шведска (1)

## Рекорди
| Рекорди пре почетка Европског првенства 1938. | Рекорди пре почетка Европског првенства 1938. | Рекорди пре почетка Европског првенства 1938. | Рекорди пре почетка Европског првенства 1938. | Рекорди пре почетка Европског првенства 1938. |
| --------------------------------------------- | --------------------------------------------- | --------------------------------------------- | --------------------------------------------- | --------------------------------------------- |
| Светски рекорд                                | Нина Думбрадзе СССР                           | 49,88                                         | Москва, СССР                                  | 14. август 1944.                              |
| Светски рекорд                                | Гизела Мауермајер Немачка                     | 48,31                                         | Берлин, Немачка                               | 11. јул 1936.                                 |
| Европски рекорд                               | Нина Думбрадзе СССР                           | 49,88                                         | Москва, СССР                                  | 14. август 1944.                              |
| Европски рекорд                               | Гизела Мауермајер Немачка                     | 48,31                                         | Берлин, Немачка                               | 11. јул 1936.                                 |
| Рекорди европских првенстава                  | Гизела Мауермајер Немачка                     | 44,88                                         | Беч, Аустрија                                 | 18. септембар 1938.                           |

## Освајачи медаља
|                                |                               |                     |
| Нина Думбрадзе Совјетски Савез | Анс Панхорст-Нисинк Холандија | Јадвига Вајс Пољска |

## Резултати

### Квалификације
У финале се пласирало 8 такмичарки.
| Пласман | Такмичарка          | Држава               | Време | Белешке  |
| ------- | ------------------- | -------------------- | ----- | -------- |
| 1.      | Нина Думбрадзе      | Совјетски Савез      | 44,80 | =РЕП, КВ |
| 2.      | Јадвига Вајс        | Пољска               | 39,96 | КВ       |
| 3.      | Татјана Севрјукова  | Совјетски Савез      | 38,55 | КВ}      |
| 4.      | Анс Панхорст-Нисинк | Холандија            | 37,48 | КВ       |
| 5.      | Гудрун Еклунд       | Шведска              | 36,55 | КВ       |
| 6       | Хелена Стахович     | Пољска               | 32,92 | КВ       |
| 7.      | Ирена Добжањска     | Пољска               | 31,37 | КВ       |
| 8.      | Катлин Дајер-Тили   | Уједињено Краљевство | 28,60 | КВ       |
| 9.      | Едера Кордијале     | Италија              | БП    |          |

### Финале
| Пласман | Такмичарка          | Држава               | Време | Белешке |
| ------- | ------------------- | -------------------- | ----- | ------- |
|         | Нина Думбрадзе      | Совјетски Савез      | 44,52 |         |
|         | Анс Панхорст-Нисинк | Холандија            | 40,46 |         |
|         | Јадвига Вајс        | Пољска               | 39,37 |         |
| 4.      | Гудрум Еклунд       | Шведска              | 36,90 |         |
| 5.      | Ирена Добжањска     | Пољска               | 36,30 |         |
| 6.      | Татјана Севрјукова  | Совјетски Савез      | 34,05 |         |
| 7.      | Хелена Стахович     | Пољска               | 31,81 |         |
| 8.      | Катлин Дајер-Тили   | Уједињено Краљевство | 31,34 |         |

## Укупни биланс медаља у бацању диска за жене после 3. Европског првенства 1938—1946.[4]
|    | Земља           |   |   |   |   |
| -- | --------------- | - | - | - | - |
| 1. | Немачка         | 1 | 1 | 1 | 3 |
| 2. | Совјетски Савез | 1 | 0 | 0 | 1 |
| 3. | Холандија       | 0 | 1 | 0 | 1 |
| 4. | Пољска          | 0 | 0 | 1 | 1 |
|    | Укупно {4}      | 2 | 2 | 2 | 6 |

|                                       | Атлетичарка                           | Земља                                 |                                       |                                       |                                       |                                       |
| Није био вишеструких освајача медаља. | Није био вишеструких освајача медаља. | Није био вишеструких освајача медаља. | Није био вишеструких освајача медаља. | Није био вишеструких освајача медаља. | Није био вишеструких освајача медаља. | Није био вишеструких освајача медаља. |
| ------------------------------------- | ------------------------------------- | ------------------------------------- | ------------------------------------- | ------------------------------------- | ------------------------------------- | ------------------------------------- |